# Agrilinus jugurtha
Agrilinus jugurtha är en skalbaggsart som beskrevs av Vladimir Balthasar 1931. Agrilinus jugurtha ingår i släktet Agrilinus och familjen Aphodiidae. Inga underarter finns listade i Catalogue of Life.